# 엘레우시니온

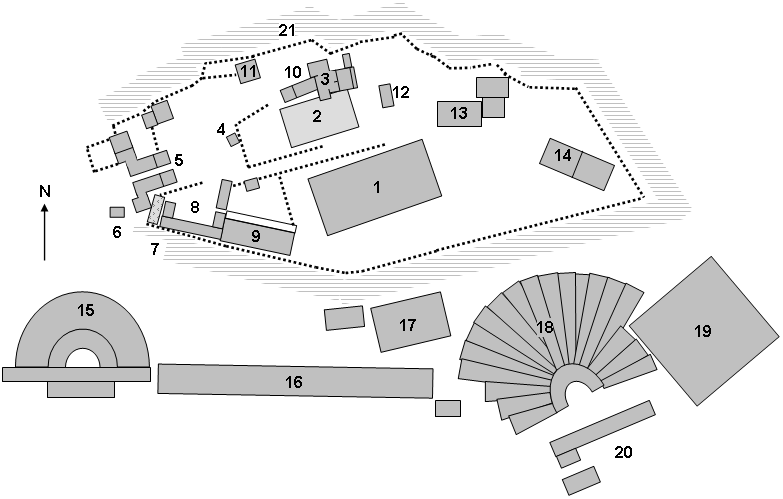
아테네의 아크로폴리스의 주요 유적지:
1은 파르테논 신전이며 7은 엘레우시니온이다

엘레우시니온(Eleusinion)은 여신 데메테르에게 바쳐진 고대 아테네의 신전이다. 엘레우시니온에는 엘레우시스 신비 가르침에 관련된 모든 성물들이 신비 제전이 진행되는 동안 보관되었던 장소였다. 엘레우시니온은 아테네의 아크로폴리스의 기슭에 위치하였다.
엘레우시니온은 파나테나이아제(Panathenaea · 전(全)아테네 축제)에서 중요한 역할을 하였다.